# Lista de emissoras de televisão de Goiás
Esta é uma lista de emissoras de televisão do estado brasileiro de Goiás. São 28 emissoras concessionadas pela ANATEL. Pela lei, uma Retransmissora de Televisão (RTV) fora da Amazônia Legal pode gerar programação local limitada e não pode vender espaços comerciais. As emissoras podem ser classificadas pelo nome, canal analógico, canal digital, cidade de concessão, razão social, afiliação e prefixo.

## Canais abertos
| Nome                    | CA  | CD      | Concessão             | Sede                  | Razão social                                                 | Afiliação                                        | Prefixo |
| ----------------------- | --- | ------- | --------------------- | --------------------- | ------------------------------------------------------------ | ------------------------------------------------ | ------- |
| Fonte TV                | —   | 5 (47)  | Goiânia               | Goiânia               | Fundação Ministério Comunidade Cristã                        | Independente                                     | ZYA 585 |
| PUC TV Goiás            | —   | 24 (22) | Goiânia               | Goiânia               | Sistema Lageado de Comunicação Ltda.                         | TV Aparecida                                     | ZYA 586 |
| Record Goiás            | —   | 4 (18)  | Goiânia               | Goiânia               | Televisão Goyá Ltda.                                         | Record                                           | ZYA 572 |
| Rede Cerrado            | —   | 58 (36) | Novo Gama             | Luziânia              | TV Comunitária do Novo Gama Ltda.                            | TV Gazeta                                        | ZYA 605 |
| TV A7                   | 23  | —       | Caldas Novas          | Caldas Novas          | Fundação Nelson Castilho                                     | Independente                                     | ZYA 591 |
| TV Anhanguera Anápolis  | —   | 7 (33)  | Anápolis              | Anápolis              | TV Tocantins Ltda.                                           | TV Globo                                         | ZYA 573 |
| TV Anhanguera Catalão   | —   | 7 (34)  | Catalão               | Catalão               | Televisão Pirapitinga Ltda.                                  | TV Globo                                         | ZYP 317 |
| TV Anhanguera Goiânia   | —   | 2 (34)  | Goiânia               | Goiânia               | Televisão Anhanguera S.A.                                    | TV Globo                                         | ZYP 327 |
| TV Anhanguera Itumbiara | —   | 11 (16) | Itumbiara             | Itumbiara             | SPC Sistema Paranaíba de Comunicações Ltda.                  | TV Globo                                         | ZYP 315 |
| TV Anhanguera Jataí     | —   | 2 (34)  | Jataí                 | Jataí                 | Televisão Rio Formoso Ltda.                                  | TV Globo                                         | ZYP 294 |
| TV Anhanguera Luziânia  | —   | 22 (16) | Luziânia              | Luziânia              | TV Luziânia Ltda.                                            | TV Globo                                         | ZYP 301 |
| TV Anhanguera Porangatu | —   | 12 (34) | Porangatu             | Porangatu             | Televisão Planalto Central Ltda.                             | TV Globo                                         | ZYP 282 |
| TV Anhanguera Rio Verde | —   | 12 (30) | Rio Verde             | Rio Verde             | Televisão Rio Verde Ltda.                                    | TV Globo                                         | ZYA 578 |
| TV Assembleia           | —   | 3 (36)  | Goiânia               | Goiânia               | Câmara dos Deputados                                         | .1 TV Câmara .3 TV Senado .4 TV Câmara Municipal | ZYP 278 |
| TV Brasil Central       | —   | 13 (31) | Goiânia               | Goiânia               | Agência Brasil Central                                       | TV Cultura                                       | ZYA 570 |
| TV Caldas               | 34  | 56*     | Caldas Novas          | Caldas Novas          | Sociedade de Televisão Cultural e Educat. do Sul Goiano S/C  | TV Brasil                                        | —       |
| TV Capital              | —   | 32 (40) | Goiânia               | Goiânia               | Fundação Cultural e Educativa Senador Canedo                 | Independente                                     | ZYA 587 |
| TV Goiânia              | —   | 11 (30) | Goiânia               | Goiânia               | Rede Goiânia de Rádio e Televisão Ltda.                      | Rede Meio                                        | ZYA 580 |
| TV Guarani              | 46* | 47      | Caldas Novas          | Caldas Novas          | Guarani Radiodifusão Ltda.                                   | Top TV                                           | ZYP 293 |
| TV Morrinhos            | 12  | —       | Morrinhos             | Morrinhos             | Sociedade de Televisão Cultural e Educativa de Morrinhos S/C | TV Brasil                                        | RTV     |
| TV Rio Verde            | —   | 3 (48)  | Rio Verde             | Rio Verde             | Associação Cultural Santa Luzia                              | TV Cultura                                       | RTV     |
| TV Rios                 | 17  | 17      | Santa Helena de Goiás | Santa Helena de Goiás | Fundação Rio Verdão de Educação e Cultura - FURVEC           | TV Brasil                                        | ZYP 172 |
| TV Sagres               | —   | 26 (27) | Aparecida de Goiânia  | Aparecida de Goiânia  | TV Comunitária de Aparecida de Goiânia                       | TV Brasil                                        | RTV     |
| TV Serra Azul           | —   | 23 (28) | Porangatu             | Porangatu             | Fundação Cultural Serra Azul                                 | Record News                                      | ZYA 589 |
| TV Serra Dourada        | —   | 9 (20)  | Goiânia               | Goiânia               | TV Serra Dourada Ltda.                                       | SBT                                              | ZYA 576 |
| TV Sucesso              | 6   | 39      | Jataí                 | Jataí                 | Rede Brasileira de Rádio e Televisão Ltda.                   | Rede Bandeirantes                                | ZYP 273 |
| TV Sudoeste             | 11  | 36      | Jataí                 | Jataí                 | Associação Cultural Santa Luzia                              | TV Brasil                                        | RTV     |
| TV UFG                  | —   | 15      | Goiânia               | Goiânia               | Fundação Rádio e Televisão Educativa e Cultural              | TV Brasil                                        | ZYA 592 |

* - Em implantação

### Extintos
| Nome              | Canal | Cidade de concessão | Período de existência |
| ----------------- | ----- | ------------------- | --------------------- |
| VTV Goiânia       | 49    | Goiânia             | 2007-2011             |
| RedeTV! Itumbiara | 4     | Itumbiara           | 2009-2012             |